# Scorbé-Clairvaux
Scorbé-Clairvaux là một xã, tọa lạc ở tỉnh Vienne trong vùng Nouvelle-Aquitaine, Pháp. Xã này có diện tích 22,85 km², dân số năm 2006 là 2348 người. Xã nằm ở khu vực có độ cao trung bình 95 m trên mực nước biển. 

## Biến động dân số
| Năm | 1962  | 1968  | 1975  | 1982  | 1990  | 1999  | 2006  |
| --- | ----- | ----- | ----- | ----- | ----- | ----- | ----- |
| Dân số | 1 233 | 1 315 | 1 427 | 1 919 | 2 110 | 2 123 | 2 348 |
| From the year 1962 on: No double counting—residents of multiple communes (e.g. students and military personnel) are counted only once. |       |       |       |       |       |       |       |